# Min Kyung-Gab
Min Kyung-Gab, född den 27 augusti 1970, är en sydkoreansk brottare som tog OS-brons i flugviktsbrottning i den grekisk-romerska klassen 1992 i Barcelona. 